# Municipio Dabajuro
Dabajuro es uno de los 25 municipios que integran el Estado Falcón, Venezuela. Su capital es la ciudad de Dabajuro. Tiene una superficie de 1144 km² y se estima que para 2007 cuenta con unos 25 882 habitantes. Este municipio está integrado por una parroquia homónima. El gentilicio de esta población es «Dabajurense».

## Geografía
Está ubicado al oeste del Estado Falcón, se distinguen dos zonas geográficas, la norte es una región de elevaciones moderadas que no alcanzan los 500 metros de altura hasta el centro del municipio en la serranía de las Copas que supera los 1000 metros, desde esta zona hacia el sur el terreno oscila entre los 500 y los 1000 metros hasta llegar a cerro cerrón, Pico'e Gallo, parte de la zona sur del Municipio Dabajuro que es reclamada por el Estado Lara como parte de su territorio.
Los principales cursos de agua del municipio son el Embalse El Mamito y el río Buchivacoa.

## Historia
Fue fundada en 1775, por el obispo Mariano Martí, como un caserío de indígenas agricultores. El 24 de septiembre de 1987 el Municipio Dabajuro obtiene autonomía al separarse del Distrito Buchivacoa (hoy Municipio Buchivacoa).
Funcionó un aeropuerto en el que salían los vuelos de la aerolínea Aeropostal y Avensa en los años 40, 50, 60 y mediados de los 70. El aeropuerto fue clausurado debido al poco uso.
En este ilustre pueblo, han destacado distintos nombres con el pasar de las décadas. Algunos de ellos fueron: Guillermo Reyes, "Chuto" Reyes, "Tachi", Alexis "palomero" Pineda, Eliezer Colina, etc.

## Política y gobierno

### Alcaldes
| Período     | Alcalde            | Partido político / Alianza | % de votos | Notas |
| ----------- | ------------------ | -------------------------- | ---------- | --- |
| 1989 - 1992 | Miguel Castejon    |                            | 55,18%     | Primer alcalde bajo elecciones directas |
| 1992 - 1995 | Miguel Castejon    |                            | 57,53%     | Reelecto |
| 1995 - 2000 | Jesús Reyes Zavala |                            | -          | Segundo alcalde bajo elecciones directas (se realizaron elecciones generales adelantadas en el 2000 debido a la aprobación de la Constitución de 1999) |
| 2000 - 2004 | Jesús Reyes Zavala | MIDA                       | 53,45%     | Reelecto |
| 2004 - 2008 | Jesús Reyes Zavala | MIMDAB                     | 54,67%     | Reelecto |
| 2008 - 2013 | Francisca Oberto   |                            | 55,19%     | Tercera alcalde bajo elecciones directas (se postergan 1 año las elecciones municipales pautadas para finales del 2012)                                |
| 2013 - 2017 | Francisca Oberto   |                            | 70,26%     | Reelecta |
| 2017 - 2021 | Francisca Oberto   |                            | 60,01%     | Reelecta |
| 2021 - 2025 | Daniel Villa       |                            | 72,23%     | Cuarto alcalde bajo elecciones directas |
| 2025 - 2029 | Daniel Villa       | Fuerza Vecinal             | -          | Reelecto |

### Concejo municipal
Período 1989 - 1992
| Concejales:                | Partido político / Alianza |
| -------------------------- | -------------------------- |
| Ines María Zabala de Reyes | COPEI                      |
| Helimenas Herrera          | COPEI                      |
| Esneiro Tudares            | COPEI                      |
| Luis F. Martínez Rojas     | AD                         |
| Leonardo Bozo Nava         | AD                         |

Período 1992 - 1995
| Concejales:                | Partido político / Alianza |
| -------------------------- | -------------------------- |
| Berkis Rivero              | COPEI                      |
| Ines María Zavala de Reyes | COPEI                      |
| José Güere Milano          | COPEI                      |
| Martha Aguilar             | COPEI                      |
| Andres Milano              | AD                         |
| Eulogio Azuaje             | AD                         |
| Leonardo Bozo Nava         | AD                         |

Período 1995 - 2000
| Concejales:           | Partido político / Alianza |
| --------------------- | -------------------------- |
| Oswaldo Rodríguez     | AD                         |
| Escary Reyes          | AD                         |
| Antonio Gutiérrez     | AD                         |
| Fatima Pereira        | AD                         |
| Hernan Vasquez        | AD                         |
| Nervys Piñero         | COPEI                      |
| Ignacio "Nacho" Perez | COPEI                      |

Período 2013 - 2018
| Concejales:      | Partido político / Alianza |
| ---------------- | -------------------------- |
| Blanca Chirinos  | PSUV                       |
| José Chirinos    | PSUV                       |
| José Rojas       | PSUV                       |
| Tulia González   | PSUV                       |
| Yamelys Mosquera | PSUV                       |
| Julio Benítez    | PSUV                       |
| Verónica Reyes   | PSUV                       |

Período 2018 - 2021
| Concejales       | Partido político / Alianza |
| ---------------- | -------------------------- |
| Claribel Chirino | PSUV                       |
| Guillermo García | PSUV                       |
| Alejandro Morles | PSUV                       |
| Israel González  | PSUV                       |
| Tulia González   | PSUV                       |
| José Rojas       | PSUV                       |
| Ángela Bracho    | PSUV                       |

Período 2021 - 2025
| Concejales    | Partido político / Alianza |
| ------------- | -------------------------- |
| Héctor Nava   | MUD                        |
| María Reyes   | MUD                        |
| Tahis Arias   | MUD                        |
| Jorge Piña    | MUD                        |
| José Olivera  | MUD                        |
| Leonardo Bozo | MUD                        |
| Ynes Reyes    | PSUV                       |